# Вінницький коледж економіки та підприємництва Західноукраїнського національного університету
Вінницький коледж економіки та підприємництва Західноукраїнського національного університету (ВКЕП ЗУНУ) — структурний підрозділ Західноукраїнського національного університету.
Коледж знаходиться у місті Вінниці за адресою: вул. Гонти, 37, 21017.

## Історія
Коледж є державним навчальним закладом ІІ рівня акредитації, який забезпечує рівне для громадян України право на освіту та здійснює підготовку фахівців з економічного та юридичного напрямів.
ВКЕП ЗУНУ заснований в грудні 2012 року з правом підготовки 210 фахівців освітньо-кваліфікаційного рівня «молодший спеціаліст» на основі базової та повної загальної середньої освіти денної форми навчання.
Сьогодні коледж здійснює підготовку молодших спеціалістів відповідно до ліцензії серії АЕ № 636470 від 10.06.2015 р за такими спеціальностями:
- 051 «Економіка»;
- 071 «Облік і оподаткування»;
- 072 «Фінанси, банківська справа та страхування»;
- 076 «Підприємництво, торгівля та біржова діяльність»;
- 081 «Право».

У 2017 році навчальний заклад розпочав підготовку 60 фахівців освітнього ступеня «бакалавр» за спеціальністю «Право» денної та заочної форм навчання.
Всі спеціальності ліцензовані та акредитовані.
Під керівництвом директора коледжу, кандидата економічних наук, доцента Добіжі Наталії Володимирівни сформувався колектив висококваліфікованих викладачів, фахівців своєї справи.
Рівень фахових знань і навичок — гарантія гідного працевлаштування випускників коледжу в усіх сферах сучасного життя.

## Сучасність
Навчальний процес забезпечують 46 викладачів трьох циклових комісій, серед яких 18 кандидатів наук, з них 8 доцентів.
У коледжі створені необхідні умови для забезпечення професійної діяльності педагогічних працівників, які спонукають кожного викладача до підвищення свого фахового рівня, сприяють взаємному збагаченню членів педколективу педагогічними знахідками та дають змогу вчитися фахової майстерності у досвідчених колег, забезпечують підтримання духу в педагогічному колективі.
Вінницький коледж економіки та підприємництва ТНЕУ забезпечений навчальним корпусом, в якому обладнано 40 навчальних кабінетів й лабораторій та 5 комп’ютерних класів, наочне обладнання та навчально-методичне забезпечення яких дозволяє в повному обсязі забезпечити проведення лекційних, практичних, семінарських та лабораторних занять.
До послуг студентів є бібліотека, буфет, їдальня та гуртожиток.
Багато уваги приділяється розвитку і вдосконаленню фізичної культури та зміцненню здоров’я студентів коледжу. Навчальний заклад має спортивний комплекс, до складу якого входять спортивна зала та спортивний майданчик.
В коледжі діє студентське самоврядування, що допомагає розвитку самосвідомості та прояву громадянської позиції. Діяльність органів студентського самоврядування спрямована на удосконалення навчально-виховного процесу з метою якісного навчання, виховання духовності і культури студентів, зростання у студентської молоді соціальної активності та відповідальності за доручену справу.
Змінюються часи, покоління студентів та викладачів, але не змінюється сутність навчального закладу -  підготовка висококваліфікованих фахівців, готових до активної професійної діяльності, справжніх патріотів України.

## Кадровий склад
- Добіжа Наталія Володимирівна — директор коледжу, кандидат економічних наук, доцент.
- Забродіна Лілія Олександрівна — заступник директора коледжу, викладач вищої категорії, викладач-методист.
- Вдовиченко Тетяна Володимирівна — завідувач навчально-методичного кабінету, викладач першої категорії.
- Добіжа Василь Валерійович — голова циклової комісії правових дисциплін, кандидат політичних наук, доцент, викладач вищої категорії;
- Жмурко Іванна Леонідівна — голова циклової комісії загальноосвітніх, суспільно-гуманітарних та інформаційних дисциплін, викладач першої категорії;
- Дончак Леся Григорівна — голова циклової комісії фінансово-облікових та економічних дисциплін, кандидат економічних наук, викладач вищої категорії;
- Горлач Наталія Русланівна — практичний психолог;
- Овод Валентина Олександрівна — головний бухгалтер коледжу;
- Костюк Світлана Іванівна — провідний бухгалтер;
- Кушнір Альона Леонідівна — бухгалтер;
- Балинська Ольга Миколаївна — старший інспектор з кадрів;
- Бойко Світлана Миколаївна — діловод;
- Гладун Наталія Юріївна — секретар-друкарка;
- Бубліков Олександр Володимирович — інженер-програміст;
- Контраєва Неля Валер'янівна — сестра медична.

## Педагогічна рада коледжу
- Добіжа Н. В. – голова педагогічної ради, директор коледжу, кандидат економічних наук, доцент;
- Забродіна Л. О. - заступник голови педагогічної ради, заступник директора коледжу з навчально-виховної роботи, викладач вищої категорії, викладач-методист;
- Вдовиченко Т. В. – завідувач навчально-методичним кабінетом, викладач, спеціаліст першої категорії;
- Горлач Н. Р. - викладач, спеціаліст першої категорії;
- Бубліков О. В. – викладач, спеціаліст;
- Циганчук В. А. – викладач, спеціаліст другої категорії;
- Жмурко І. Л. – викладач, спеціаліст першої категорії;
- Вовк А. В. – викладач, спеціаліст;
- Колесник О. В. – викладач, спеціаліст першої категорії;
- Бажура А.В. – викладач, спеціаліст;
- Шевчук О.П. - викладач, спеціаліст;
- Райковський Є.Ю. - викладач, спеціаліст;
- Капура О.М. – кандидат філологічних наук;
- Постоловська О.П. - викладач, спеціаліст;
- Самойлюк І.Л. - викладач, спеціаліст;
- Мазур В.Г. - викладач, спеціаліст першої категорії;
- Світлак І.І. – кандидат юридичних наук, доцент;
- Поджаренко К.Є. - кандидат юридичних наук, доцент;
- Жарчук В.А. - викладач, спеціаліст;
- Очеретяний В.В. – кандидат історичних наук, доцент;
- Гриник О.І. - викладач, спеціаліст другої категорії;
- Мартусенко І.В. – кандидат географічних наук, доцент;
- Добіжа В.В. – кандидат політичних наук, доцент;
- Ясишена В.В. – кандидат економічних наук, доцент;
- Семчук І.В – кандидат економічних наук;
- Паламарчук С.І. - викладач вищої категорії, викладач-методист;
- Волощук Р.Є. – кандидат економічних наук;
- Дончак Л. Г. - кандидат економічних наук;
- Чорна З.Ф. – викладач, спеціаліст;
- Тунік Ю.М. -  кандидат юридичних наук;
- Мацедонська Н.В. - кандидат економічних наук, доцент;
- Руденко В.В. - кандидат економічних наук;
- Грицуляк Т.П. – викладач, спеціаліст;
- Маршалок О.Ф. - викладач, спеціаліст;
- Хмиз Л.О. – викладач, спеціаліст вищої категорії;
- Крушельницька О.І. – кандидат філологічних наук;
- Дзюбановська Н.В. - кандидат економічних наук;
- Бабій П.С. - кандидат економічних наук;
- Олексюк Н.М. - викладач, спеціаліст першої категорії;
- Гурневич Б.М - викладач, спеціаліст вищої категорії;
- Зигрій О.В. - кандидат економічних наук, доцент;
- Білик І.В. - викладач, спеціаліст першої категорії.

## Підрозділи
До складу Вінницького коледжу економіки та підприємництва ЗУНУ входять три циклових комісії:
- загальноосвітніх, суспільно-гуманітарних та інформаційних дисциплін;
- правових дисциплін;
- фінансово-облікових та економічних дисциплін.

### Циклова комісія загальноосвітніх, суспільно-гуманітарних та інформаційних дисциплін
Комісію очолює викладач першої категорії Жмурко Іванна Леонідівна.
Головна мета роботи комісії полягає у формуванні професійної компетентності, підвищенні рівня знань студентів, у поліпшенні якості підготовки спеціалістів, здатних адаптуватись у нових соціально-економічних умовах та вирішувати питання господарювання при різних формах власності.
Основним завдання викладачів циклової комісії є забезпечення не тільки високої теоретичної підготовки й практичних умінь та навичок студентів, а й виховання всебічно розвинутої особистості.

### Циклова комісія правових дисциплін
Комісію очолює кандидат політичних наук, доцент Добіжа Василь Валерійович.
Циклова комісія є випусковою. За досить короткий час існування в її доробку навчально-методичні посібники, методичні розробки, методичні рекомендації, робочі зошити тощо. Щорічно у фахових виданнях педагогічні працівники циклової комісії публікують наукові праці, беруть участь у  Всеукраїнських та міжнародних наукових конференціях.
Своїми знаннями та досвідом, новим баченням державної правової політики, педагогічною майстерністю та особистими якостями викладачі формують молодих фахівців, які є конкурентоздатними на ринку юридичних послуг.

### Циклова комісія фінансово-облікових та економічних дисциплін
Комісію очолює кандидат економічних наук Дончак Леся Григорівна.
Мета і зміст роботи циклової комісії полягає у формуванні обліково-економічного та фінансового мислення майбутніх спеціалістів, розкритті суті об’єктивних економічних законів ринкової економіки та умов зростання виробництва, підготовці бази для набуття професійних навичок згідно з обраною спеціальністю.
Важливе значення приділяється практичній підготовці фахівців. З метою обміну досвідом, підвищення професійної майстерності та для удосконалення навчального процесу викладачі систематично проводять відкриті заняття різних форм і типів із застосуванням інноваційних технологій.